# سيانترانيليبرول
سيانترانيليبرول (بالإنجليزية: Cyantraniliprole)‏ هو مبيد حشري من فئة الريانويد وعلى وجه التحديد مبيد حشري ثنائي الأميد (IRAC MoA group 28). تمت الموافقة على استخدامه في الولايات المتحدة وكندا والصين والهند. نظرًا لآلية عملها غير الشائعة مثل الريانويد، فإن لها نشاطًا ضد الآفات مثل ديافورينا سيتري (بالإنجليزية: Diaphorina citri)‏ التي طوَّرت مقاومة لفئات أخرى من المبيدات الحشرية. يعتبر سيانترانيليبرول شديد السمية للنحل، وهو ما أدى إلى تأخير تسجيل استخدامه كمبيد للآفات في الولايات المتحدة الأمريكية.